# التغير المناخي ليس كل شيء: تحرير السياسات المناخية من الإثارة المبالغ فيها
تغير المناخ ليس كل شيء: تحرير السياسات المناخية من التهويل (بالإنجليزية: Climate Change Isn't Everything: Liberating Climate Politics from Alarmism)، هو كتاب من تأليف مايك هولم، ونُشر في عام 2023 بواسطة دار نشر بوليتي برس.

## الملخص
كتاب "تغير المناخ ليس كل شيء: تحرير سياسات المناخ من الإثارة المبالغ فيها" من تأليف مايك هولم، أستاذ الجغرافيا البشرية في جامعة كامبريدج. يقدم المؤلف للقراء في هذا الكتاب مفهومًا جديدًا تحت مسمى "المناخية". وفقًا لتقديم تيد نوردهاوس من معهد بريكثرو، ينتقد الكتاب التوجه السائد الذي يختزل حالة العالم إلى مجرد مؤشرات مثل درجة الحرارة العالمية أو تركيز ثاني أكسيد الكربون في الغلاف الجوي، متجاهلاً بذلك قضايا جوهرية أخرى مثل الفقر، والحرية، وفقدان التنوع البيولوجي، وعدم المساواة، والدبلوماسية الدولية.
يشير هولم إلى أن هذا المصطلح قد استُخدم سابقًا، لا سيما في كتاب ستيف جورهام "المناخ والعلوم والحس السليم: الموضوع الأكثر انتشارًا في القرن الحادي والعشرين" الذي نُشر عام 2010 ضمن سلسلة "لينوكس الجديدة". بينما يدافع جورهام عن الفرضية البشرية لتغير المناخ، يتبنّى هولم وجهة نظر مخالفة كما ورد في الصفحة 168 من الكتاب.

## الأحداث الرئيسة
يفتتح المؤلف الكتاب بمناقشة كيف أن الحرب الأهلية السورية، التي بدأت في مارس 2011 بعد الاضطرابات المدنية التي أعقبت التعذيب على يد عملاء أمن الرئيس بشار الأسد لتلاميذ المدارس السوريين الشباب، إلقيَّ اللوم فيها على تغير المناخ: وفقًا للراوي، فإن دراسة استمرت عدة سنوات, أدى مشروع القانون إلى نزوح العمال الزراعيين إلى البلدات والمدن، مع ما ترتب على ذلك من اضطرابات بسبب نقص الوظائف المتاحة.
أيدت هذه الرواية شخصيات موثوقة مثل وزير الخارجية الأميركي جون كيري، والرئيس باراك أوباما، والأمير تشارلز، ومؤسسات مهمة مثل البنك الدولي، وأصدقاء الأرض. ونتيجة لذلك، في السنوات التالية، إلقايَّ اللوم أيضًا في تغير المناخ لتدفق المهاجرين الفارين من الحرب الأهلية من قبل رئيس المفوضية الأوروبية جان كلود يونكر، ص.2.
لا يتفق هولم مع هذه الرواية ويقول إن إلقاء اللوم على الحرب الأهلية في سوريا، أو زيادة خطاب الكراهية والتغريدات العنصرية على تويتر، أو الدمار الذي خلفته الفيضانات على المناخ، هو في نهاية المطاف إلهاء عن معالجة أسبابها الرئيسية. ص. 2.
وفقًا لمراجعة ، من الواضح أن هولم يعتقد أن السلوك البشري يغير المناخ وأن المجتمع يجب أن يتحرك نحو صافي الانبعاثات الصفرية.
يقارن هولم "الحتمية المناخية" بالحتمية البيولوجية في تقديم الأحكام القائمة على القيمة كعلم ويقدم بديلا يعتمد على ما يسميه البراغماتية المناخية، كوصفة حساسة للسياق ومتنوعة وواقعية (ص 11 من كتاب هولم).
لا يزال المؤلف - الذي يعيش توترًا بين النقد والتعاطف فيما يتعلق بتغير المناخ - قيد المراجعة  ويدرك خطر الاستيلاء على عمله من قبل منكري المناخ، وقد قبل المخاطرة بمحاربة ما يعتبره مخاطر المناخ. 
ينتهي كل فصل بقسم بعنوان "الرد" حيث تتم مناقشة الاعتراضات المحتملة، ويقدم قسم "مزيد من القراءة" في نهاية الكتاب اقتراحات تتعلق بعلم المناخ، والعلاقة بين الخبرة والسياسة والديمقراطية، والمعاني المختلفة للمناخ. التغيير، وقوة الروايات، والاختزال المناخي، والمخاوف المناخية.
يرى هولم أن تغير المناخ أصبح العدسة التي من خلالها ندرك التحديات المجتمعية ونواجهها. وقد جعل هذا المناخ بمثابة رواية "مكتفية ذاتيًا" قادرة على تفسير المعضلات السياسية والاجتماعية والبيئية والأخلاقية. يخصص هولم فصلاً لإعادة بناء نشأة المناخ في عشر "حركات"،. من بينها اعتماد درجة الحرارة العالمية باعتبارها "مؤشرًا معيبًا لالتقاط النطاق الكامل للعلاقات المعقدة بين المناخ ورفاهية الإنسان والسلامة البيئية" ( الخطوة 3) تبدو ذات صلة بشكل خاص.
بالنسبة لهولم أدت هذه التحركات إلى أيديولوجية المناخية، مما جعل تغير المناخ "الفكرة المهيمنة في السياسة المعاصرة".
الفصل الأخير بعنوان "إن لم يكن المناخية فماذا اذاً؟" يقدم وصفات هولم، تحت شعار أن "المشاكل المعقدة تحتاج إلى حلول خرقاء": وتشمل هذه الحلول إبراز عدم اليقين العلمي، ونزع فتيل المواعيد النهائية، والاعتراف بتعددية القيم والأهداف.

## الفصول
يعرض ملخص موجز للكتاب فصلاً فصلاً في:
1. "من المناخ إلى المناخية"، كيف تصنع الأيديولوجية. يقدم المناخية كأيديولوجية.
2. "كيف نشأت المناخية"، دراسة درجة الحرارة العالمية. يصف صعود المناخية في عشر "حركات".
3. "هل العلوم مناخية"، الكذبة النبيلة والجنح الأخرى. يعرض استخدام وإساءة استخدام سيناريوهات المناخ، مع اهتمام خاص بمسار التركيز التمثيلي 8.5 الخاص بالهيئة الحكومية الدولية المعنية بتغير المناخ.
4. "لماذا يعتبر المناخ موضوعاً مغريًا جدًا"، الروايات الرئيسية والأخلاقيات الاستقطابية. المكون الرئيسي للمناخية: المناخية باعتبارها السرد الرئيسي، ونظرتها المانوية للعالم وخطابها المروع.
5. "لماذا يعتبر المناخ خطيراً"، تضييق الرؤية السياسية. يجسد الآثار الضارة الناجمة عن ضغط جميع أمراض العالم تحت عنوان واحد، على عكس النطاق الواسع لأهداف التنمية المستدامة. حالة إزالة الغابات في إندونيسيا بسبب سياسات الوقود الحيوي في الاتحاد الأوروبي.
6. "إن لم تكن المناخية، فماذا إذاُ؟"، تحتاج المشاكل المعقدة إلى حلول خرقاء. يعطي وصفة للتقدم: استبدال ثقافة التَّغَطْرُس بثقافة التواضع، والتوقف عن تقديم المستقبل من حيث حواف الهاوية أو نقاط اللاعودة، واحتضان مجموعة متنوعة من القيم ووجهات النظر، بما في ذلك القيم ووجهات النظر الخاصة بالموقع والثقافة والسياق.
7. "بعض الاعتراضات"، أنت تبدو مثل…. يتوقع الاعتراضات على المواقف الواردة في الكتاب.

## روابط اضافية
- https://www.geog.cam.ac.uk/people/hulme/ صفحة البروفيسور هولم في جامعة كامبريدج
- Book page في الصحافة السياسة